# Jeff Mangum
Jeff Mangum (nacido el 24 de octubre de 1970  en Ruston, Luisiana), es un músico mejor conocido por ser el letrista, vocalista y guitarrista de la banda Neutral Milk Hotel, así como uno de los cofundadores de The Elephant 6 Recording Company. Mangum, junto con los otros miembros de Elephant 6, atendieron a la escuela Ruston High School a final de los 80. Los amigos compartían una pasión por bandas de los 60s como The Zombies, así como una afinidad por más modernas y ruidosas bandas como Sonic Youth y Minutemen. Reflejaron estas influencias en las cintas que grabaron y compartieron entre ellos, formando las semillas de lo que sería el colectivo Elephant 6.

## Con Neutral Milk Hotel
De las cenizas de una banda llamada Synthetic Flying Machine nació Neutral Milk Hotel, con una alineación de Will Cullen Hart y Bill Doss en la guitarra y bajo respectivamente y Jeff en la batería. Alrededor de 1995 Jeff decidió abandonar Synthetic Flying Machine para concentrarse en sus propias canciones. Un año intensivo de escritura de música (alguna parte de él completado, según Jeff, mientras vivía en un armario encantado) en Denver, Colorado con Robert Schneider en su estudio Pet Sounds resultó en su primer álbum, On Avery Island, sacado a la venta en 1996, que fue mayormente Rob y Jeff tocando las canciones de Jeff con algunos amigos. Jeff eventualmente expandió la alineación de Neutral Milk Hotel y en 1998 sacó a la venta su álbum más aclamado, In the Aeroplane over the Sea.

## Luego de Neutral Milk Hotel
El éxito relativo del álbum y además de la presión de su repentina exposición a un público más amplio tuvo su peso en Mangum, quien abandonó Neutral Milk Hotel en 1998 luego de una gira de apoyo a su más nuevo álbum. Mangum se ha alejado de la luz pública desde entonces, sólo dando pocas presentaciones acústicas y concentrándose más en sus sonidos grabados y collages musicales. 
En marzo de 2001, Mangum y Julian Koster (también antiguo integrante de Neutral Milk Hotel) contribuyeron a un álbum llamado Major Organ and the Adding Machine. Otros músicos involucrados fueron Kevin Barnes de of Montreal, Eric Harris, Will Cullen Hart (de Olivia Tremor Control) y Andrew Rieger de Elf Power
En el verano del 2001 sacó al público una compilación de grabaciones de campo de música tradicional de Bulgaria llamada Orange Twin Field Works: Volume I seguido por un álbum en vivo en la disquera de Orange Twin, Live at Jittery Joe's. La presentación fue grabada por el director Lance Bangs en 1997. El CD tiene una película de QuickTime de la presentación, pero Mangum se ve con poca luz y mayormente en silueta en el video. En el 2005 Live at Jittery Joe's fue sacado como un LP por Isota Records.
Mangum apareció nueve veces en la emisora de New Jersey WFMU reproducciones bucles de cintas en el otoño del 2002.
El 19 de septiembre del 2006 se anunció que Mangum contribuiría al nuevo álbum de  The Apples in Stereo, New Magnetic Wonder. Fue dicho que Mangum tocó "batería, objeto de vaca, voces de fondo y aplausos".
Está casado con Astra Taylor, mejor conocida por el documental Žižek! sobre el filósofo y psicoanalista Slajov Žižek.
En octubre del 2008 Mangum tocó la canción "Engine" en varias paradas del Tour Sorpresa de Día Feriado de Elephant 6. Antes de estas presentaciones no había tocado canciones de Neutral Milk Hotel en público desde el 2001. En la parada de Lexington Mangum, Scott Spillane y Julian Koster llevaron a un conjunto de asistentes al concierto afuera del local a un árbol cercano. Antes de tocar Engine, el grupo sorprendió a la audiencia tocando The Fool. Esto ha sido lo más cercano a un concierto de Neutral Milk Hotel desde 1998 
En julio del 2009 se informó que Mangum participaría en un álbum tributo a Chris Knox.

## Discografía

### Con  The Olivia Tremor Control
- California Demise (Elephant 6 Records; 1994)
- Black Foliage: Animation Music Volume One

### Con Major Organ and the Adding Machine
- Major Organ and the Adding Machine (Orange Twin Records; 2001)

### Con Neutral Milk Hotel
- On Avery Island (Merge; 1996)
- In the Aeroplane over the Sea (Merge, 1998)

### Como Jeff Mangum
- Orange Twin Field Works: Volume I (Orange Twin Records; CD; 2001)
- Live at Jittery Joe's (Orange Twin Records; CD; 2001)